# کپور کارناتی
کپور کارناتی (نام علمی: Barbodes carnaticus) نام یک گونه از سرده ریشک‌ماهی رنگی است.